# 枢密院
枢密院，中國歷史上，唐代、五代、宋代、辽代、元代等朝代的官署名称，長官稱樞密使。在不同朝代有著不同功能，但大抵主管軍事。

## 沿革
中唐即設之，本为沟通中外出纳帝命的皇帝秘书机构，多以宦者充任，德宗以后以枢密院所属内使为神策军护军中尉与地方监军等军事职务后，开始逐渐转化为军事管理机构。五代后梁有心革唐代宦寺弄权之弊，乃罢枢密院，另建士人充任的崇政院，以备顾问参谋，以崇政使知院事。后唐庄宗同光元年又改崇政院为枢密院，以枢密使知院事与宰相共秉朝政，同时仍都监诸藩镇兵马事务。天福四年（939）晋高祖废枢密院，而“以印付中书，院事皆委宰相分判”。天福七年高祖去世，宰臣冯道等人上表“请依旧置枢密使”。开运元年（944）复置枢密院，以桑维翰为中书令兼枢密使，至后汉隐帝以枢密使郭威主管军政后，枢密院大致完成了最高军事管理机构的转化。
北宋樞密院分兵部與中書門下軍政之權，與掌管民政之中書省号为“二府”，加上掌管財政的三司使，形成北宋二府三司的中央體制，枢密院俗稱「樞府」，因熙寧年間，在皇城右掖門南詔建東西二府各四位，西府由樞密使、副使居住，故以“西府”代稱樞密使，樞密院在中書省之北，印有"東院"、"西院"之文，而共為一院，但行東院印。事實上是以枢密院的长官来分割宰相的掌兵之权，即馬端臨宣稱的“枢密院官虽曰掌兵，亦未尝不兼任宰相之事”。宋朝國策即是对“武人跋扈”的防備不遺餘力。不過北宋初年武将在枢密院中还是发挥了重要的作用，雍熙三年北伐，宋太宗“独与枢密院计议，一日至六召，中书不预闻”。皇祐四年，狄青升为枢密副使，御史中丞王举正、左司谏贾黯及御史韩贽等人纷纷上奏反对，宋仁宗不顾宰相庞籍等反对，硬将狄青擢为枢密使，前後四年。慶曆年間，因二路用兵，知制誥富弼建言，邊事繫國家安危，不宜專委樞密，仁宗以為然，即詔中書同議（職官志），繼又以諫官張方平上言，中書宜知兵事，乃以宰相呂夷簡，章得象並兼樞密院，從此軍令與政令相互溝通。故仁宗慶曆以後，宰相兼使迄元豐改制，又不復兼（通考卷五八）。嘉祐元年，罷為同中書門下平章事、出判陳州。
佐天子執兵政：
- 樞密使（從一品）
- 知樞密院事（正二品）
- 同知樞密院事（正二品）
- 樞密副使（從二品）
- 簽書樞密院事（從二品）
- 同簽書樞密院事（正三品）
- 枢密直学士（正三品）

同知樞密院事、樞密副使、簽書樞密院事、同簽書樞密院事為之貳。
宋初，官無定制。有使則置副，有知院則置同知院，資淺則用直學士簽書院事。置知院、同知院二人。
元豐五年改官制：使、副悉罷。元佑初，復置簽書院事，仍以樞密直學士充。開禧后，以宰執兼任，遂為永制。使與知院，同知、副使，亦或并除。其簽書、同簽書并為端明殿學士（正三品）。
掌承宣旨命：
- 樞密都承旨（從五品）
- 樞密副都承旨（從五品）
- 枢密承旨（正六品）
- 樞密副承旨（正七品）

- 樞密檢詳官（从六品）
- 樞密計議官（正八品）
- 樞密編修官

宋初樞密院下設四房：兵、吏、戶、禮。神宗元豐五年增至十房，后又加兩房，總計十二房：
- 北面房（掌行河北、河東路吏卒，北界邊防、國信事）
- 河西房（掌行陕西路、麟、府、丰、嵐、石、隰州、保德军吏卒，西界邊防、蕃官）
- 支差房（掌行調發軍，湖北路邊防及京東、京西、江、淮、廣南東路吏卒，遷補殿侍，選親事官）
- 在京房（掌行殿前步軍司事，支移兵器，川陝路邊防及畿內、福建路吏卒，軍頭、皇城司衛兵）
- 教閱房（掌行中外校習，封樁闕額請給，催督驛遞及湖南路邊防）
- 廣西房（掌行招軍捕盜賞罰，廣南西路邊防及兩浙路吏卒）
- 兵籍房（掌行諸路將官差發禁兵、選補衛軍文書）、民兵房（掌行三路保甲、弓箭手）
- 吏房（掌行差將領武臣知州軍、路分都監以上及差內侍官文書）
- 知雜房（掌行雜務）、支馬房（掌行內外馬政並坊院監牧吏卒、牧馬、租課）
- 小吏房（掌行兩省內臣磨勘功過敘用，大使臣已上歷任事狀及校尉以上改轉遷遣）

逐房副承旨三人，主事五人，守闕主事二人，令史十三人，書令史十五人。
元祐既創支馬、小吏二房，增令史為十四人，書令史十九人，創正名貼房十八人。大觀增逐房副承旨為五人，創守闕書令史三人，增正名二十八人。
辽朝置北枢密院、南枢密院及汉人枢密院等三院，北枢密院相当于兵部，南枢密院，相当于吏部。元代枢密院主管军事机密、边防及宫廷禁卫等事。明太祖废枢密院，改置大都督府。

### 引用
1. ↑  《资治通鉴》卷二六六，开平元年（907）四月辛未条：“以宣武掌书记、太府卿敬翔知崇政院事，以备顾问、参谋议；于禁中承上旨，宣于宰相而行之。宰相非进对时有所奏请，及已受旨应复请者，皆具记事因崇政院以闻。得旨则宣于宰相。”
2. ↑  《五代会要》卷二四《枢密使》说：“后唐同光元年十月，崇政院依旧为枢密院。”
3. ↑  高承《事物纪原》卷四《枢密》条引《君臣政要》云：“后唐庄宗始用郭崇韬分中书兵房置枢密院，与宰相分秉朝政。”
4. ↑  《资治通鉴》卷二八九，乾祐三年（950）十一月甲子朔条：“帝自即位以来，枢密使、右仆射、同平章事杨邠总机政，枢密使兼侍中郭威主征伐，归德节度使、侍卫亲军都指挥使兼中书令史弘肇典宿卫，三司使、同平章事王章掌财赋”
5. ↑  《續資治通鑑長編》卷124：“枢密之任，秉国大权。……本天下之兵柄，代天子之武威，势均中书，号称两府。”
6. ↑  龔書鐸、劉德麟 主編 (编). . 臺北: 鳳凰出版. 2007-06: 15. ISBN 978-986-7151-55-1 （中文（臺灣））.